# Doncaster Mustangs
I Doncaster Mustangs sono una squadra di football americano di Doncaster, in Inghilterra; fondati nel 2002, hanno giocato la stagione 2008 col nome di South Yorkshire Mustangs. Hanno vinto un titolo di terzo livello (valido anche come BritBowl di categoria).

## Dettaglio stagioni

### Tornei nazionali

#### Campionato

##### BAFA NL Premiership
| Stagione | regular season | regular season | regular season | regular season | regular season | regular season | playoff | playoff | playoff | playoff | playoff | playoff   | playoff    |
|          | Vin            | Par            | Per            | Tot            | PF             | PS             | Vin     | Per     | Tot     | PF      | PS      | risultato | avversaria |
| -------- | -------------- | -------------- | -------------- | -------------- | -------------- | -------------- | ------- | ------- | ------- | ------- | ------- | --------- | ---------- |
| 2014     | 0              | 0              | 9              | 9              | 44             | 369            | -       | -       | -       | -       | -       | -         | -          |
| Totale   | 0              | 0              | 9              | 9              | 44             | 369            | -       | -       | -       | -       | -       |           |            |

Fonti: Enciclopedia del Football - A cura di Massimo Mezzetti

##### BAFA NL Division One
| Stagione | regular season | regular season | regular season | regular season | regular season | regular season | playoff | playoff | playoff | playoff | playoff | playoff          | playoff     |
|          | Vin            | Par            | Per            | Tot            | PF             | PS             | Vin     | Per     | Tot     | PF      | PS      | risultato        | avversaria  |
| -------- | -------------- | -------------- | -------------- | -------------- | -------------- | -------------- | ------- | ------- | ------- | ------- | ------- | ---------------- | ----------- |
| 2015     | 4              | 0              | 6              | 10             | 131            | 195            | -       | -       | -       | -       | -       | -                | -           |
| 2016     | 7              | 0              | 3              | 10             | 116            | 124            | 0       | 1       | 1       | 8       | 39      | Quarti di finale | Kent Exiles |
| 2017     | 2              | 1              | 7              | 10             | 86             | 285            | -       | -       | -       | -       | -       | -                | -           |
| 2018     | 2              | 1              | 7              | 10             | 112            | 322            | -       | -       | -       | -       | -       | -                | -           |
| Totale   | 15             | 2              | 23             | 40             | 645            | 926            | 0       | 1       | 1       | 8       | 39      |                  |             |

Fonti: Enciclopedia del Football - A cura di Massimo Mezzetti

##### BAFA NL Division Two
| Stagione | regular season | regular season | regular season | regular season | regular season | regular season | playoff | playoff | playoff | playoff | playoff | playoff   | playoff    |
|          | Vin            | Par            | Per            | Tot            | PF             | PS             | Vin     | Per     | Tot     | PF      | PS      | risultato | avversaria |
| -------- | -------------- | -------------- | -------------- | -------------- | -------------- | -------------- | ------- | ------- | ------- | ------- | ------- | --------- | ---------- |
| 2022     | 2              | 0              | 6              | 8              | 95             | 211            | -       | -       | -       | -       | -       | -         | -          |
| Totale   | 2              | 0              | 6              | 8              | 95             | 211            | -       | -       | -       | -       | -       |           |            |

Fonti: Enciclopedia del Football - A cura di Massimo Mezzetti

### Riepilogo fasi finali disputate
| Anno          | Luogo | Evento               | Fase del torneo  | Incontro                         | Risultato |
| 7 agosto 2016 |       | BAFA NL Division One | Quarti di finale | Kent Exiles - Doncaster Mustangs | 39 - 8    |

## Palmarès
- 1 BritBowl di 3º livello/Titolo britannico di 3º livello (2004)